# Dmitrij Sokolcow
Dmitrij Maksimilianowicz Sokolcow, ros. Дмитрий Максимилианович Сокольцов (ur. 29 listopada 1873 we Władykaukazie, zm. 13 marca 1945 w rejonie Warszawy) – rosyjski wojskowy (pułkownik), elektrotechnik, radiotechnik, konstruktor, wykładowca akademicki, publicysta naukowy, emigrant.
W 1892 roku ukończył korpus kadetów w Tyflisie, zaś w 1895 roku nikołajewską szkołę inżynieryjną. Służył w stopniu podporucznika w 2 Batalionie Kolejowym. W 1897 roku awansował na porucznika. W 1899 roku ukończył wojskową szkołę elektrotechniczną, po czym objął funkcję starszego adiutanta w sztabie Brygady Kolejowej. W 1901 roku mianowano go sztabskapitanem. Współpracował blisko z Aleksandrem Popowem. Od 1902 roku wykładał elektrotechnikę w wojskowej szkole elektrotechnicznej. Zajmował się pracami naukowymi nad wprowadzeniem radiotelegrafii w armii rosyjskiej. Od 1903 roku kierował stacją telegrafu bezprzewodowego. W latach 1904–1905 brał udział w wojnie rosyjsko-japońskiej. Zorganizował trzy kompanie radiotelegraficzne (nazywane „oddziałami iskrowymi”), dowodząc nimi. Następnie w stopniu kapitana był sztabsoficerem do specjalnych poruczeń w zarządzie kierownika radiotelegrafu. W 1906 roku wysłano go do Berlina w charakterze delegata władz rosyjskich na Międzynarodową Konferencję Radiotelegraficzną. Następnie rozpoczął studia na wydziale elektrotechnicznym politechniki w Berlinie, uzyskując dyplom inżyniera elektrotechnika. Od 1907 roku pełnił funkcję sztabsoficera do specjalnych poruczeń w głównym zarządzie inżynierskim. Jednocześnie był docentem radiotechniki w wojskowej szkole elektrotechnicznej. W 1909 roku w stopniu podpułkownika został sztabsoficerem do specjalnych poruczeń generalnego inspektora oddziałów inżynieryjnych. Od 1910 roku wykładał w instytucie politechnicznym im. Piotra Wielkiego, zaś od 1912 roku w żeńskim instytucie politechnicznym. W tym samym roku uczestniczył w Międzynarodowej Konferencji Radiotelegraficznej w Londynie. W 1913 roku awansował na pułkownika. Był jednym z pierwszych na świecie konstruktorów stacji radionadawczych. Publikował w prasie specjalistycznej. Po wybuchu I wojny światowej – obok kariery akademickiej – został szefem sieci radiokomunikacyjnej łączącej Rosję z Wielką Brytanią i Francją. Wiosną 1918 roku wstąpił do wojsk Białych generała Antona Denikina. Pełnił funkcję zastępcy kwatermistrza w sztabie Armii Kaukaskiej. Od marca 1919 roku był profesorem matematyki i fizyki na wydziale elektrotechnicznym wołyńskiego instytutu politechnicznego w Żytomierzu, zostając po pewnym czasie jego dziekanem. W sierpniu 1920 roku przybył do Polski. Początkowo znalazł pracę w firmie elektrotechnicznej Farad w Warszawie. W 1921 roku współorganizował Stowarzyszenie Radiotechników Polskich, wchodząc następnie w skład jego zarządu. Po powstaniu Polskiego Towarzystwa Radiofonicznego do 1928 roku pełnił funkcję naczelnego inżyniera. Jednocześnie nauczał fizyki i matematyki w warszawskim gimnazjum Jana Gołubowskiego. W 1926 roku został prezesem sekcji historyczno-muzealnej i członkiem komitetu organizacyjnego Ogólnopolskiej Wystawy Radiowej. Od września tego roku wykładał elektrotechnikę na państwowych kursach radiotechnicznych przy Państwowej Wyższej Szkole Budowy Maszyn i Elektrotechniki im. H. Wawelberga i S. Rotwanda. W latach 1928–1929 kierował budową Instytutu Radiotechnicznego. Następnie stał na czele jego wydziału probierczego i ogólnego. Od 1930 roku działał w Polskim Związku Krótkofalowców. W 1932 roku uczestniczył w Międzynarodowym Kongresie Elektrycznym w Paryżu. W 1933 roku współtworzył muzeum przemysłu i techniki w Warszawie. Od 1934 roku był radcą technicznym w Państwowym Instytucie Telekomunikacyjnym. Ponadto wchodził w skład Rady Teletechnicznej przy Ministrze Poczt i Telegrafów. Na początku 1939 roku współorganizował zjazd Stowarzyszenia Elektryków Polskich w Katowicach, w którym był wiceprezesem organizacji. Był autorem licznych artykułów i prac naukowych z zakresu elektrotechniki i radiotechniki. Należał do zagranicznych organizacji naukowych. Podczas okupacji niemieckiej kierował Zawodowymi Kursami Radiotechnicznymi, Elektromonterskimi i Teletechnicznymi w Warszawie. Ponadto był przewodniczącym egzaminacyjnej komisji czeladniczej dla przemysłu instalacji elektrycznych. Zaangażował się w tajne nauczanie. Podczas powstania warszawskiego w 1944 roku został ciężko ranny.